# Dahua (köpinghuvudort i Kina, Qinghai Sheng, lat 36,69, long 101,21)
Dahua (kinesiska: 大华, 大华镇) är en köpinghuvudort i Kina. Den ligger i provinsen Qinghai, i den nordvästra delen av landet, omkring 50 kilometer väster om provinshuvudstaden Xining. Antalet invånare är 20 888. Befolkningen består av 9 912 kvinnor och 10 976 män. Barn under 15 år utgör 17,0 %, vuxna 15-64 år 76 %, och äldre över 65 år 6,0 %.
Runt Dahua är det ganska tätbefolkat, med 75 invånare per kvadratkilometer. Närmaste större samhälle är Huangyuan Chengguanzhen, 5,2 km öster om Dahua. Trakten runt Dahua består i huvudsak av gräsmarker.
Genomsnittlig årsnederbörd är 470 millimeter. Den regnigaste månaden är juli, med i genomsnitt 130 mm nederbörd, och den torraste är januari, med 2 mm nederbörd.